# Rūdolfs Blaumanis
Rūdolfs Kārlis Leonīds Blaumanis (Ērgļi, 1862, segons el calendari julià – Punkaharju, 1908) fou un escriptor, periodista i dramaturg letó. És considerat un dels escriptors més importants de la literatura letona i, particularment, un mestre del realisme. L'edifici de Riga on visgué Blaumanis esdevingué un museu nomenat parcialment en el seu honor, el Museu Janis Rozentāls i Rūdolfs Blaumanis.

## Biografia
Rūdolfs Blaumanis va néixer a Ērgļi, actual Letònia, el 20 de desembre de 1862. El seu pare Matīss Blaumanis era cuiner i la seva mare Karlīne, minyona. Blaumanis va començar la seva educació en una escola privada de la parròquia d'Ogre, on va estudiar fins al 1875. Llavors va viatjar a Riga i va començar els estudis en una escola comercial alemanya fins al 1881. Després de graduar-se, va començar a treballar com a empleat en una empresa comercial. Durant aquest període va escriure les seves primeres obres. La seva primera obra va ser el conte Wiedergefunden publicat el 1882 en el diari en alemany Zeitung für Stadt und Land.
El 1882 va retornar a la seva casa natal Braki i va viure allà fins al 1885. En aquest període va aprofundir en el seu coneixement de la llengua letona. El 1885 es va convertir en secretari de Koknese i va estudiar per ser delegat governamental. Va passar-hi dos anys. El 1886 va publicar la seva primera obra en el letó, el poema Nakts [Nit]. De 1887 a 1889 va viure un altre cop a Braki i va escriure diverses novel·les en letó i també en alemany.

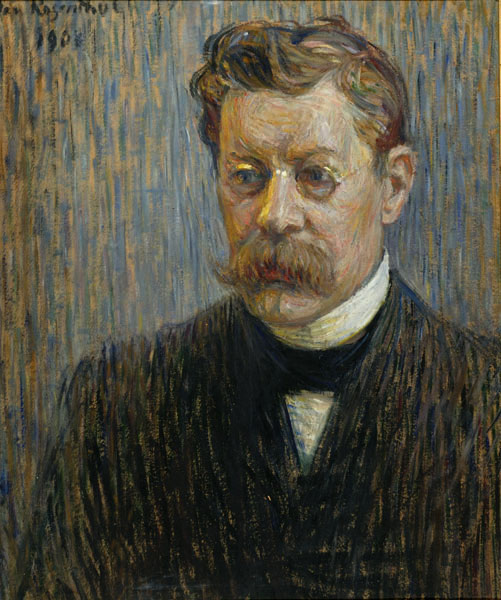
Retrat de Rūdolfs Blaumanis (1908), per Janis Rozentāls

El 1889 es va traslladar a Riga i després de dos anys va començar a treballar a l'oficina editorial de Zeitung für Stadt und Land, on va escriure sobre la vida cultural letona. El 1890 va estrenar a Riga la seva primera obra de teatre Zagļi [Lladres]. En els anys següents va estrenar altres obres teatrals amb èxit. El 1892 es traduí una antologia de les seves novel·les a l'estonià i a partir de llavors diverses obres de l'autor es van publicar a Estònia. Després que la mort del pare el 1894, va tornar a viure a Braki, a la parròquia natal d'Ērgļi, durant quatre anys i va provar ser pagès. Més tard, va treballar breument en el diari principal del Nou corrent, el Dienas Lapa, on va publicar satiritzar en contra el romanticisme. El 1898 va retornar a Riga i juntament amb Aspazija i Jānis Poruks va treballar a una de les publicacions més importants, Mājas Viesis. El 1900, juntament amb el seu amic Andrievs Niedra, va publicar un recull de poesia.
El 1901 es va traslladar a Sant Petersburg, on va treballar com a periodista i editor del diari letó Pēterburgas avīzes i va dirigir una secció satírica del diari. El 1904, a causa problemes econòmics i de salut, va retornar a Letònia i fins al 1906 va viure a Braki. En aquest període va escriure algunes de les seves obres de teatre més conegudes. No es va implicar directament en la Revolució russa de 1905, però va donar suport als escriptors mobilitzats. El 1906 es va traslladar novament a Riga i va començar a treballar en el diari Latvija, on va dirigir la secció satírica. En aquest període va compartir pis a Riga amb el seu amic i pintor Janis Rozentāls. El 1908 la seva salut va començar per empitjorar. A causa dels problemes financers, no va ser capaç de rebre tractament mèdic. Tanmateix, diversos amics escriptors letons van iniciar una campanya de finançament i a finals de l'estiu va poder viatjar a Finlàndia, amb l'ajuda de la muller finesa del pintor Rozentāls. Però ja era massa tard i va morir el 4 de setembre de 1908 en el sanatori de Punkaharju per a tuberculosos de Finlàndia. Va ser enterrat al poble natiu d'Ērgļi.
La seva casa a Braki s'ha convertit en un museu i memorial.